# Lo de Évole
Lo de Évole és un programa de televisió espanyol d'entrevistes presentat per Jordi Évole. L'espai, produït per Producciones del barrio, s'emet en La Sexta des del 2 de febrer de 2020.

## Format
A través de diversos capítols, Lo de Évole aborda en cada temporada diferents històries personals sobre un tema comú i amb rerefons social. Per a això, compta amb el relat de diferents persones, ja siguin conegudes o anònimes.
Durant la crisi de la covid-19 la producció es va continuar emetent cada diumenge en un format especial a través de videoconferències que va comptar amb el testimoniatge de persones anònimes que tenien un paper específic en la crisi (personal sanitari, treballadors del transport, sector alimentaris, etc.), així com amb els d'algunes personalitats destacades del món de l'economia, la política i la cultura.

## Temporades i audiències

### Temporada 1 (2020)
La primera temporada de Lo de Évole se centra en la presó i les seves conseqüències. Al llarg dels seus vuit capítols, el programa ha comptat amb el testimoniatge d'Oriol Junqueras, Sandro Rosell, Francisco Granados, Santiago Cobos i Marcial Dorado, entre d'altres. A més, ha comptat amb sis programes especials a causa de la pandèmia de COVID-19.
| Programa | Títol                      | Data d'emissió       | Espectadors | Quota |
| -------- | -------------------------- | -------------------- | ----------- | ----- |
| 1×01     | Després de Quintero        | 2 de febrer de 2020  | 2 086 000   | 11,7% |
| 1×02     | Oriol Junqueras            | 9 de febrer de 2020  | 1 922 000   | 10,6% |
| 1×03     | Un día cualquiera          | 16 de febrer de 2020 | 1 555 000   | 8,7%  |
| 1×04     | Francisco Granados         | 23 de febrer de 2020 | 1 784 000   | 10,1% |
| 1×05     | Santiago Cobos             | 1 de març de 2020    | 1 182 000   | 6,5%  |
| 1×06     | Tres días en la cárcel     | 8 de març de 2020    | 1 427 000   | 8,0%  |
| 1×07     | Lo de #QuédateEnCasa (I)   | 22 de març de 2020   | 2 267 000   | 11,0% |
| 1×08     | Lo de #QuédateEnCasa (II)  | 29 de març de 2020   | 2 185 000   | 10,8% |
| 1×09     | Lo de #QuédateEnCasa (III) | 5 d'abril de 2020    | 1 875 000   | 9,3%  |
| 1×10     | Lo de #QuédateEnCasa (IV)  | 12 d'abril de 2020   | 2 076 000   | 10,3% |
| 1×11     | Lo de #QuédateEnCasa (V)   | 19 d'abril de 2020   | 2 035 000   | 10,5% |
| 1×12     | Lo de #QuédateEnCasa (VI)  | 26 d'abril de 2020   | 1 706 000   | 8,7%  |
| 1×13     | Sandro Rosell              | 3 de maig de 2020    | 1 591 000   | 9,1%  |
| 1×14     | Marcial Dorado             | 10 de maig de 2020   | 1 718 000   | 9,5%  |

### Temporada 2 (2021)
A la segona temporada el programa se centra en entrevistes a personalitats rellevants de l'àmbit polític, artístic i social, i en explicar històries de personatges anònims.
| Programa | Títol             | Data d'emissió       | Audiència         |
| -------- | ----------------- | -------------------- | ----------------- |
| 2×01     | José María Aznar  | 28 de febrer de 2021 | 2 444 000 (13,2%) |
| 2×02     | Ibai Llanos       | 7 de març de 2021    | 2 359 000 (12,5%) |
| 2×03     | Fernando Simón    | 14 de març de 2021   | 2 376 000 (13,3%) |
| 2×04     | Lo de trofeos     | 21 de març de 2021   | 1 102 000 (5,8%)  |
| 2×05     | Eufemiano Fuentes | 28 de març de 2021   | 1 260 000 (7,1%)  |
| 2×06     | Miguel Bosé (I)   | 11 d'abril de 2021   | 2 760 000 (15,4%) |
| 2×07     | Miguel Bosé (II)  | 18 d'abril de 2021   | 2 659 000 (15,2%) |
| 2×08     | El caso Nadia     | 25 d'abril de 2021   | 1 325 000 (7,6%)  |
| 2×09     | X Nazi            | 2 de maig de 2021    | 1.743.000 (10,4%) |

### Temporada 3 (2021-2022)
| Programa | Títol                                                                                       | Data d'emissió       | Audiència         |
| -------- | ------------------------------------------------------------------------------------------- | -------------------- | ----------------- |
| 3×01     | Iván Redondo                                                                                | 3 d'octubre de 2021  | 1.366.000 (8,6%)  |
| 3×02     | Morad                                                                                       | 20 de febrer de 2022 | 1.586.000 (9,8%)  |
| 3×03     | Gervasio Deferr                                                                             | 27 de febrer de 2022 | 1.562.000 (9,7%)  |
| 3×04     | Felipe González                                                                             | 6 de març de 2022    | 1.795.000 (10,7%) |
| 3×05     | Megan Maxwell                                                                               | 13 de març de 2022   | 1.107.000 (6,6%)  |
| 3×06     | Rosa López                                                                                  | 20 de març de 2022   | 1.507.000 (9,1%)  |
| 3×07     | Belle Époque (Fernando Trueba, Penélope Cruz Miriam Díaz Aroca, Ariadna Gil i Maribel Verdú | 27 de març de 2022   | 1.337.000 (8,7%)  |

## Audiències

### Lo de Évole: Temporades
| Edició                         | Data      | Cadena   | Espectadors | Quota de pantalla |
| ------------------------------ | --------- | -------- | ----------- | ----------------- |
| Lo de Évole: Primera temporada | 2020      | La Sexta | 1 815 000   | 9,6%              |
| Lo de Évole: Segona temporada  | 2021      | La Sexta | 2.003.000   | 11,2%             |
| Lo de Évole: Tercera temporada | 2021/2022 | La Sexta | 1 466 000*  | 9,0%*             |